# Landschlacht TG
| TG ist das Kürzel für den Kanton Thurgau in der Schweiz. Es wird verwendet, um Verwechslungen mit anderen Einträgen des Namens Landschlacht zu vermeiden. |

Landschlacht ist eine ehemalige Ortsgemeinde und eine Ortschaft der Gemeinde Münsterlingen des Bezirks Kreuzlingen des Kantons Thurgau in der Schweiz.
Die Ortsgemeinde Landschlacht war von 1803 bis 1993 Teil der Munizipalgemeinde Scherzingen, mit der sie am 1. Januar 1994 zur politischen Gemeinde Münsterlingen vereint wurde.

## Geographie
Landschlacht liegt in der Agglomeration von Kreuzlingen und Konstanz am Bodensee an der Hauptstrasse Schaffhausen–Rorschach und besteht aus dem Vorder-, dem Hinter- und dem Seedorf. Landschlacht hat seit 2002 eine Haltestelle an der Bahnlinie Kreuzlingen–Romanshorn.

## Geschichte
Die ersten Menschen liessen sich bereits in der Jungsteinzeit am Bodenseeufer nieder, was viele Funde belegen. Die Siedlung wurde 817 erstmals als Lanchasalachi erwähnt. Landschlacht war bischöflich-konstanzisches Lehen. Die Vogtei gehörte im Hochmittelalter den Freiherren von Güttingen und später anderen Familien. 1413 wurde die halbe Gerichtsherrschaft an Hans Dürrenmüller und zehn Mithaften von Landschlacht verkauft, die andere Hälfte ging 1452 ans Kloster Petershausen und 1486 ans Kloster Münsterlingen. 1621 verkauften die elf Inhaberfamilien ihren Anteil ans Kloster Münsterlingen, wo er bis 1798 verblieb.

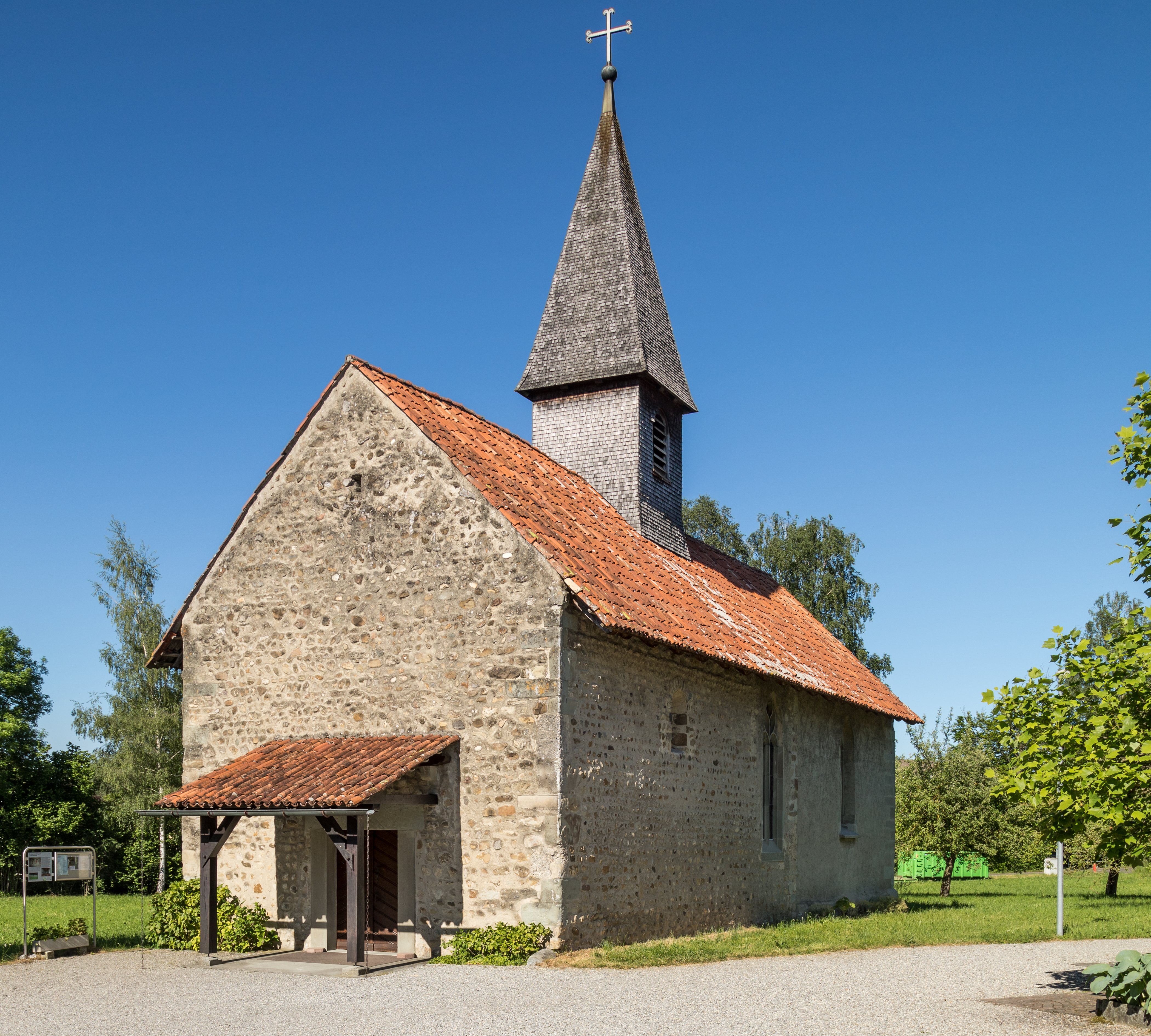
St.-Leonhards-Kapelle in Landschlacht TG

Landschlacht teilte stets das Schicksal der Kirchgemeinde Altnau. Die vor dem Jahr 1000 erbaute Kapelle St. Leonhard ist mit gotischen Wandmalereien verziert.

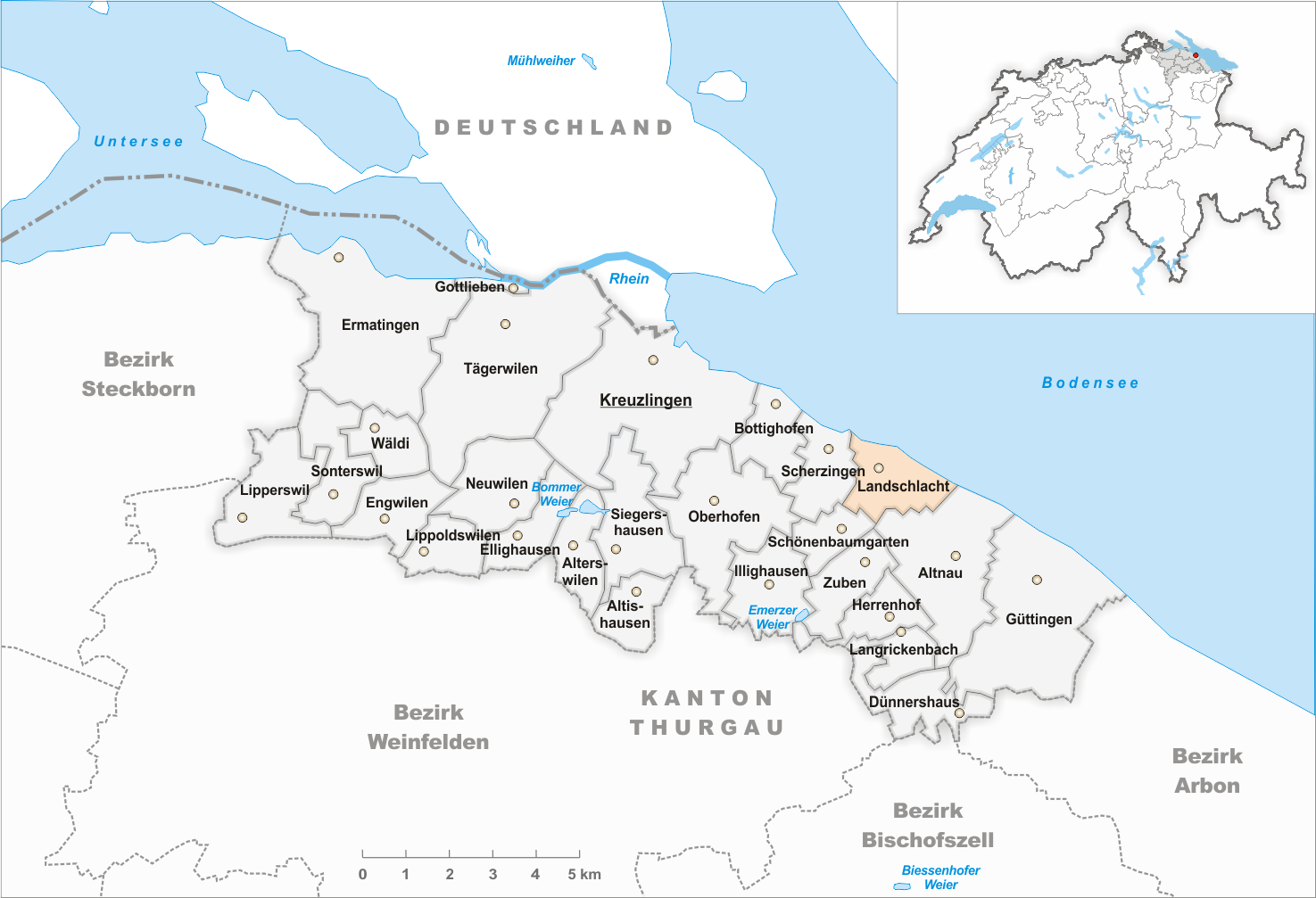
Gemeindestand vor der Fusion am 1. Januar 1994

1855 bestanden die drei Zelgen noch immer, es wurden Viehzucht sowie Obst- und Weinbau betrieben. 1880 entstand eine Käserei. Ab 1898 wurden die Reben wegen Reblausbefall vernichtet. Arbeit boten im 19. und 20. Jahrhundert das Gewerbe und die seit 1840 bestehenden Kantonsspitäler. Ab 1961 erfuhr Landschlacht einen ersten Bauboom.

## Bevölkerung
| Jahr         | 1850  | 1900  | 1950  | 1990  | 2000 | 2018 | 2023 |
| Ortsgemeinde | 492   | 473   | 585   | 1026  |      |      |      |
| Ortschaft    |       |       |       |       | 1006 | 1452 | 1494 |
| Quelle       | [ 3 ] | [ 3 ] | [ 3 ] | [ 3 ] |      |      |      |

Von den insgesamt 1494 Einwohnern der Ortschaft Landschlacht am 31. Dezember 2023 waren 463 bzw. 31,0 % ausländische Staatsbürger. 456 (30,5 %) waren evangelisch-reformiert und 428 (28,6 %) römisch-katholisch.

## Sonstiges
Landschlacht ist der Schauplatz des Romans Gute Unterhaltung von Alfred Wüger.

## Bilder

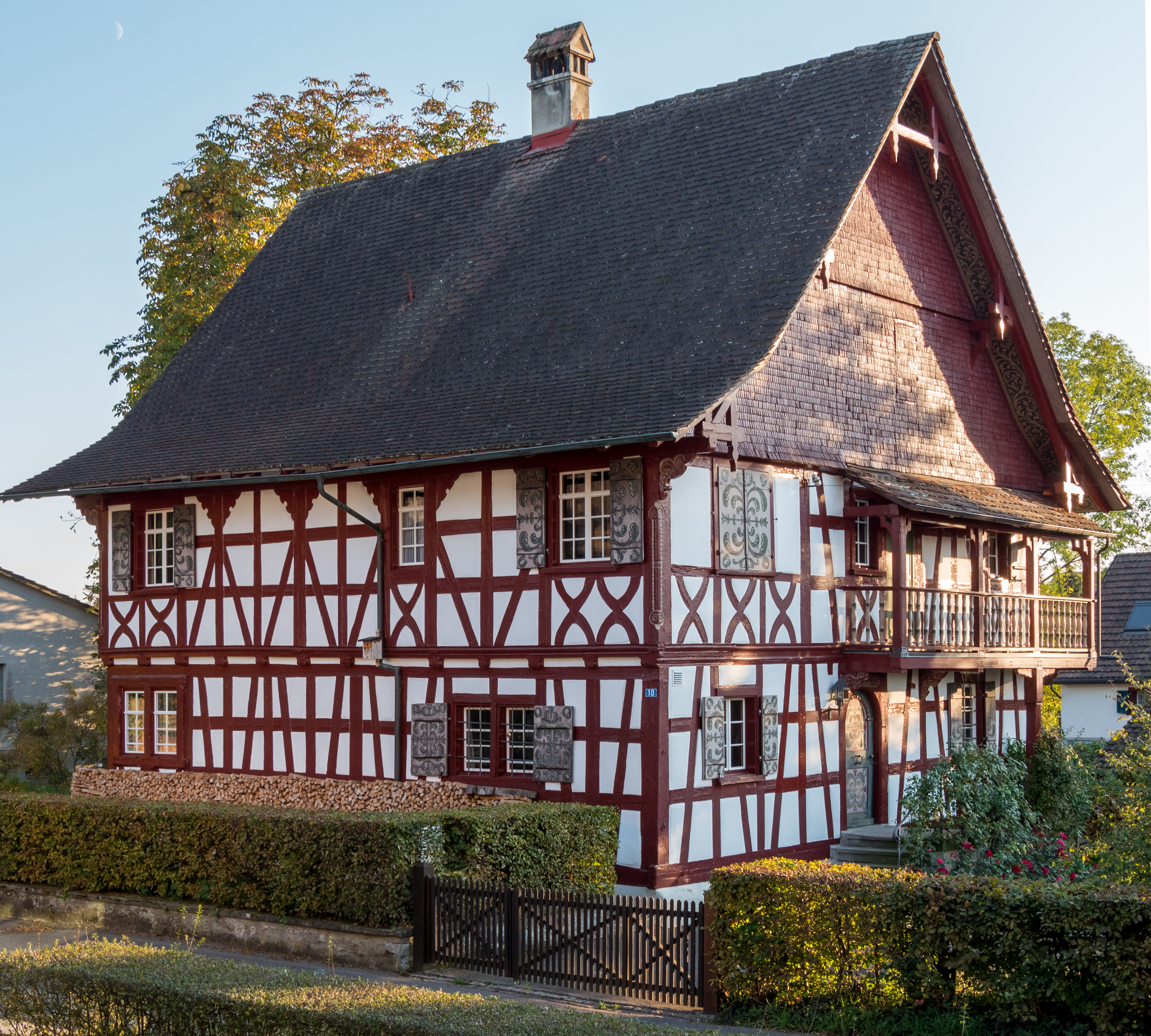
Ehemaliges Zehnthaus
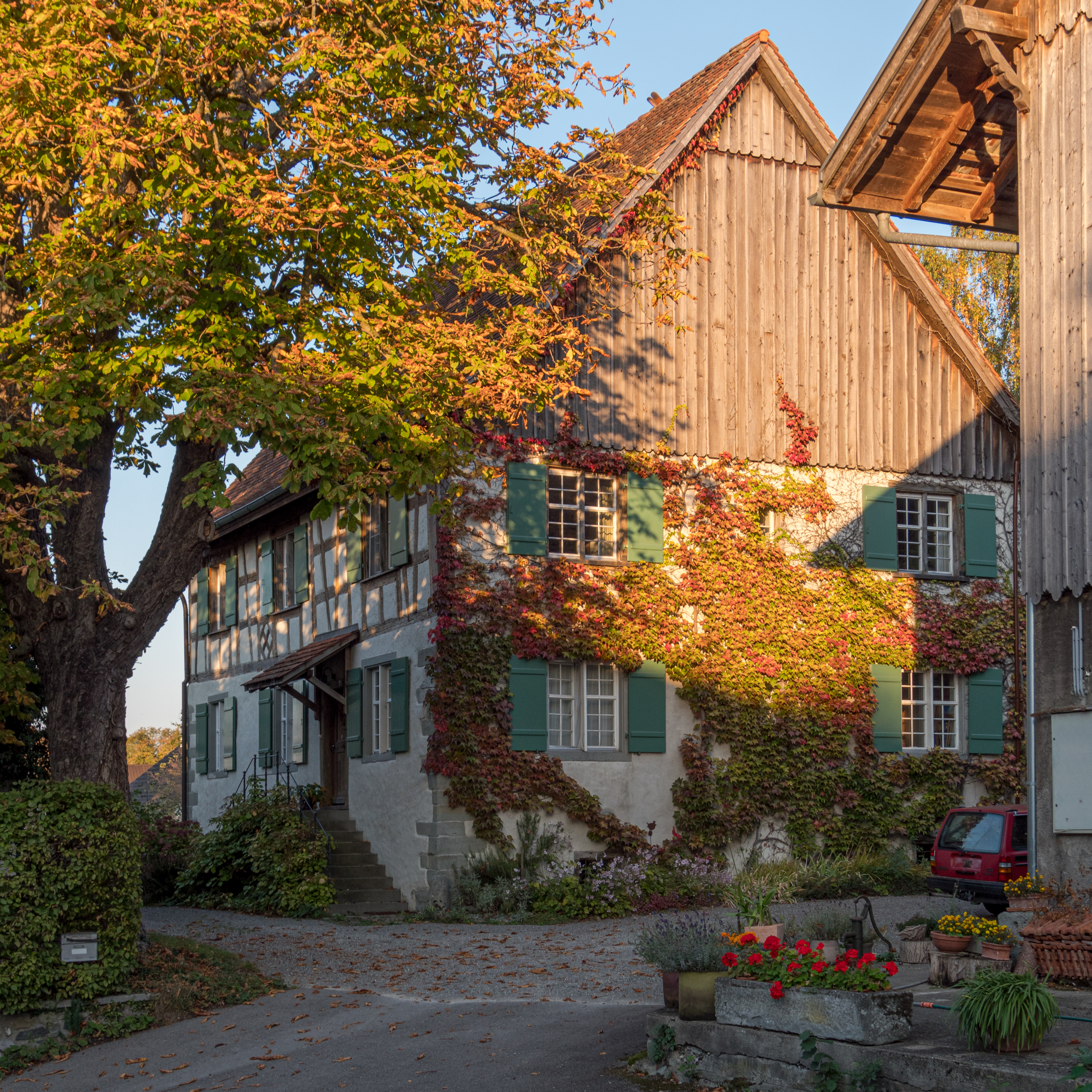
Vorderdorfstrasse 23
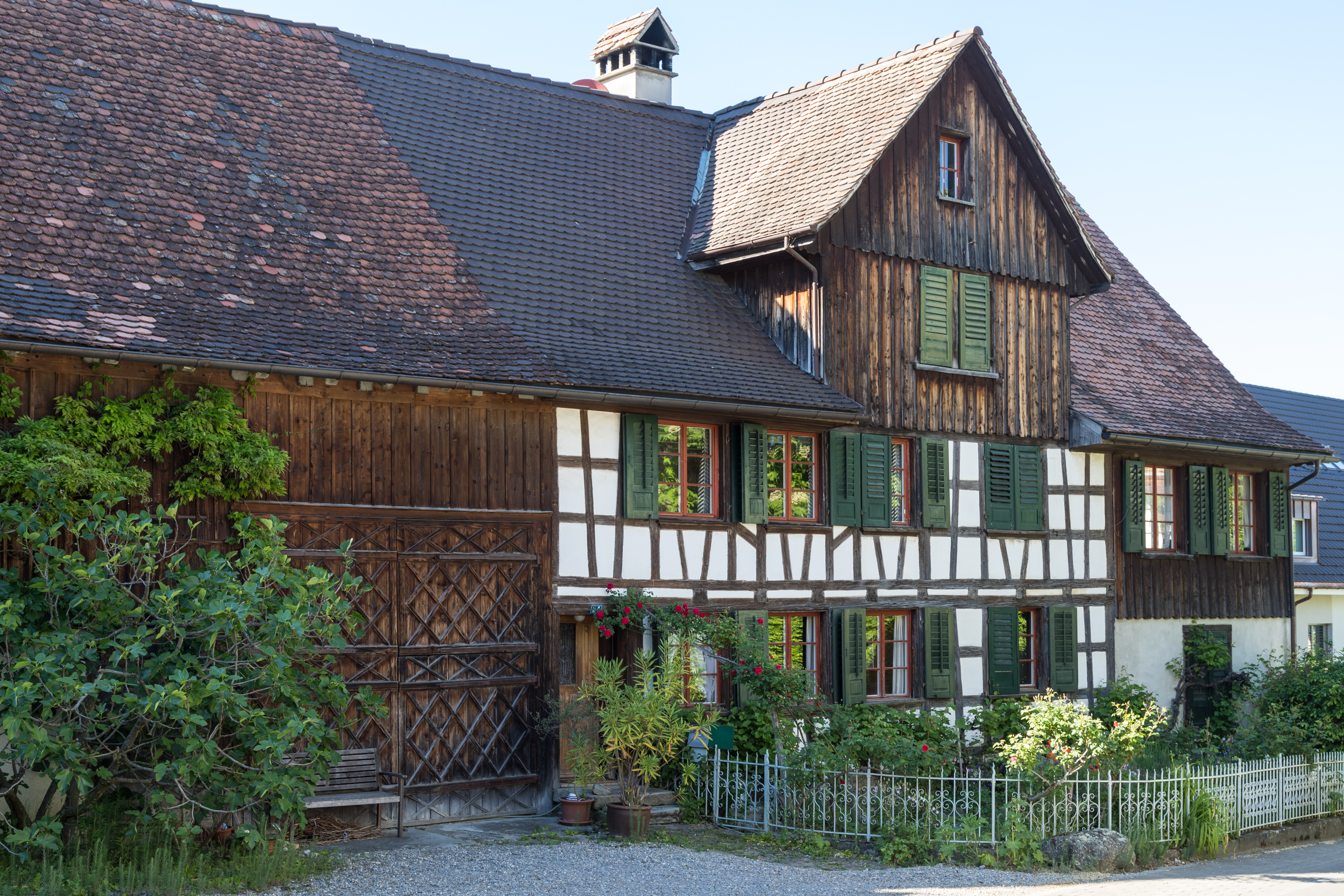
Bauernhaus Vorderdorfstrasse 24
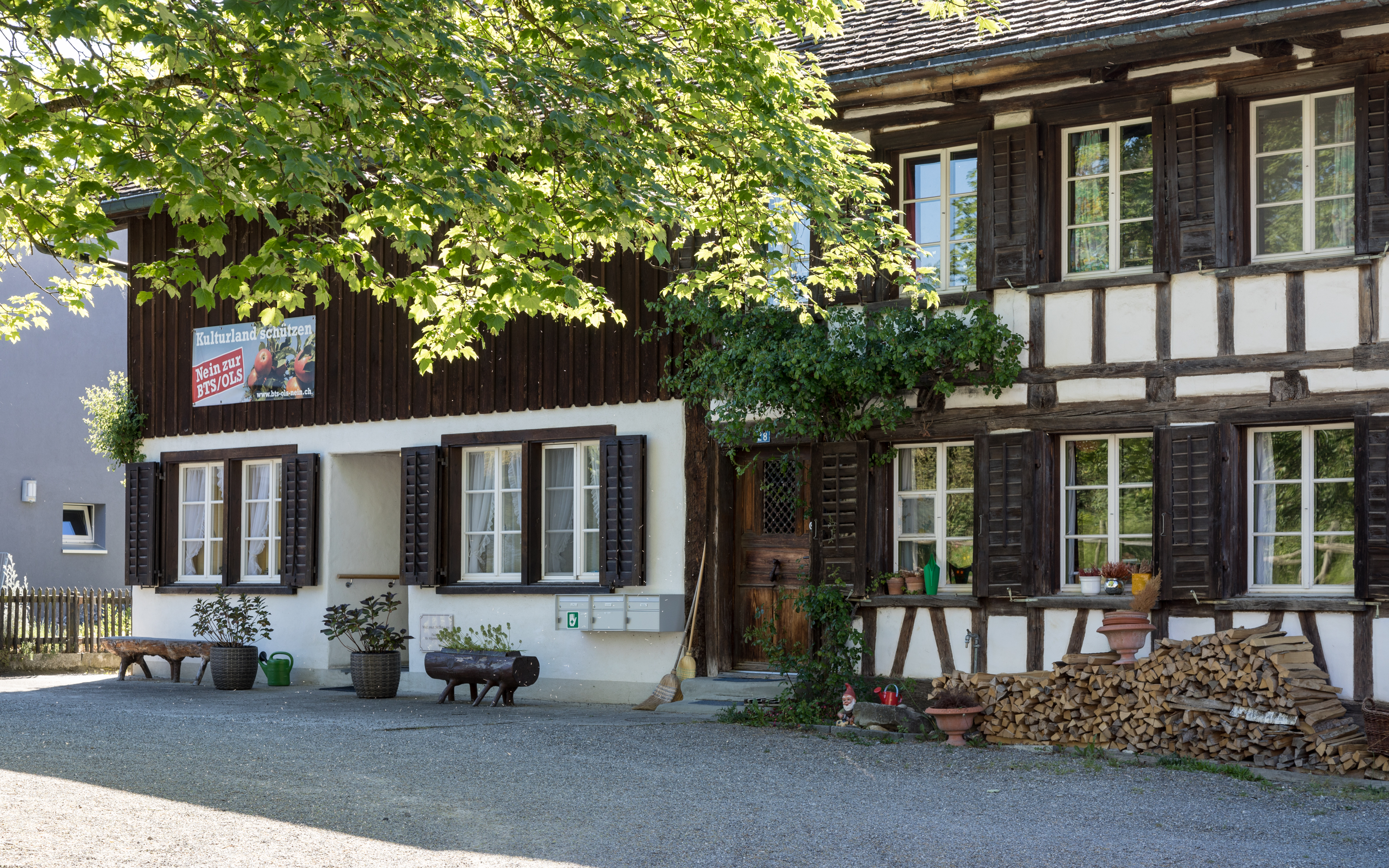
Bauernhaus Vorderdorfstrasse 28
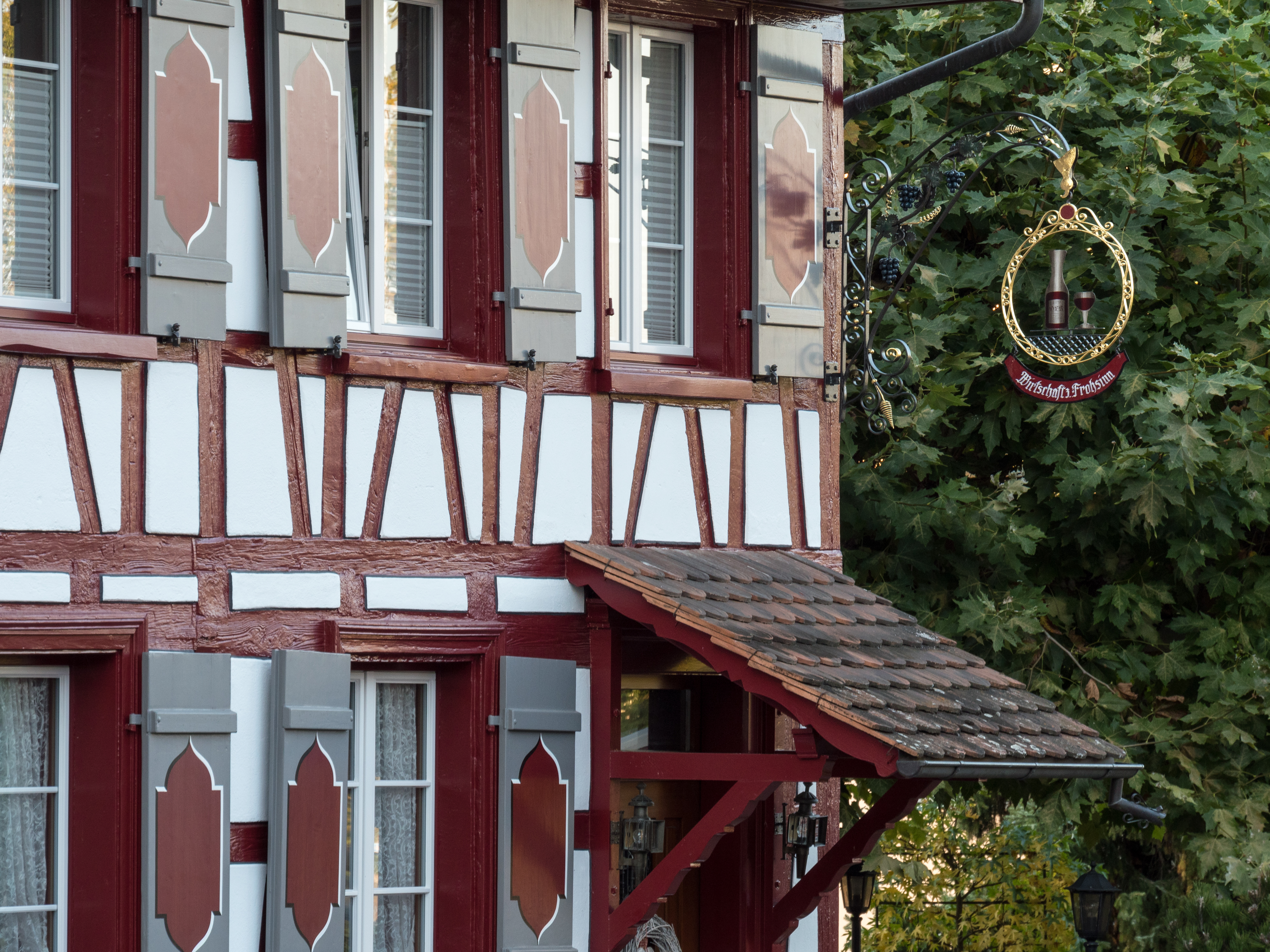
Restaurant «Frohsinn»